# Jan Komasa
Jan Tadeusz Komasa (Poznań, Polonia, 28 de octubre de 1981) es un director de cine polaco, conocido por dirigir Sala Samobójców (2011), Miasto 44 (2014) y Boże Ciało (2019).

## Filmografía

### Cortometrajes
- Fajnie, że jesteś (2003)
- Mary Komasa: Lost Me (2016)

### Largometrajes
- Oda do radości, parte "Varsovia" (2005)
- Spływ (documental) (2007)
- La habitación del suicidio (Sala Samobójców) (2011)
- Powstanie Warszawskie (documental) (2014)
- Varsovia 44 (Miasto 44) (2014)
- Corpus Christi (Boże Ciało) (2019)
- Hater (2020)

### Televisión
- Teatr telewizji (Serie de televisión) - Episodio Golgota wrocławska (2008)
- Krew z krwi (Serie de televisión, segunda temporada) (2015)
- Ultraviolet (Serie de televisión, 5 episodios) (2018)

## Premios y reconocimientos
Festival Internacional de Cine de Venecia
| Año  | Categoría            | Trabajo nominado | Resultado |
| ---- | -------------------- | ---------------- | --------- |
| 2019 | Europa Cinemas Label | Corpus Christi   | Ganador   |